# Sphenodesme mekongensis
Sphenodesme mekongensis là một loài thực vật có hoa trong họ Hoa môi. Loài này được Dop miêu tả khoa học đầu tiên năm 1914 publ. 1915.